# Aziz (Médéa)
Pour les articles homonymes, voir Aziz.
Aziz, en (arabe : عزيز, ), ou Sebt Aziz est la plus grande commune de par sa superficie de la Wilaya de Médéa (soit 6,23 % du total). Elle est le chef-lieu d'une Daïra du même nom.

## Géographie

### Localisation
La commune de Aziz est localisée au sud-ouest de la wilaya de Médéa à 32 km à l'ouest de Ksar El Boukhari et 96 km au sud-ouest de Médéa à environ 174 km au sud-ouest d'Alger et à 110 km au nord-est de Tiaret et à environ 80 km au nord-ouest de Aïn Oussara et à 92 km au sud-est Aïn Defla et à 60 km au nord-est de Tissemsilt et à 179 km au nord-ouest de Djelfa
|           | Ouled Hellal | Ouled Antar            |
| Derrag    | Aziz         | Oum El Djalil          |
| Bou Aiche |              | Boughezoul, Chahbounia |

### Relief, géologie, hydrographie
Aziz étant situé au sud de Médéa et à une altitude de 800 m, son climat est sec l'été, pluvieux et froid l'hiver. Au nord le relief est montagneux et culmine au Djebel Taquensa à 1 720 m.
Aziz est traversée par l'Oued Bouzaghou et l'Oued Boukmouri

### Transports
La commune est reliée à la RN1 par le CW19 et la RN60 par le CW28.

## Histoire
Le chef-lieu s'appelait Souk Sebt en référence au marché hebdomadaire du samedi qui y avait lieu. Le douar d'Aziz faisait partie de la commune-mixte de Boghari avant d'être élevée au rang de commune en 1956. Elle devient chef-lieu de Daïra en 1990.

## Démographie
| 1987  | 1998   | 2008   |
| ----- | ------ | ------ |
| 9 623 | 10 697 | 10 765 |

Population des différentes agglomérations en 1987 : Sebt Aziz, 1 197 hab.
Population des différentes agglomérations en 1998 : Sebt Aziz, 2 534 hab.
Population des différentes agglomérations en 2008 : Sebt Aziz, 3 141 hab.

## Sports

### Clubs de football
Les principaux clubs de football de la ville :
- IRB Aziz

### Célébrités nées à Aziz
- Benyahia Abdelkader, 1927

### Associations
- Association IRBA, association sportive depuis 1984.
- Association AlAnis, association culturelle.
- Association Afak, association Afak d'Activité de jeunesse AAAJ.
- Association Salam, association culturelle.
- Association Huda, association culturelle.
- Associacion Wiam, association d'aide aux handicapé.
- Association Kouider, Association des cartiers de la ville.
- Association des parents d'élèves, école du Martyr Chaib Bouzid.
- Association des parents d'élèves, lycée Martyre Khalfi Belhout.
- Association Aliskandar pour la préservation de l'environnement.